# Riesalb
Als Riesalb wird der östlichste, nur mehr hügelige Ausläufer der Schwäbischen Alb bezeichnet, etwa halbwegs zwischen Nürnberg und Ulm.

## Naturraum

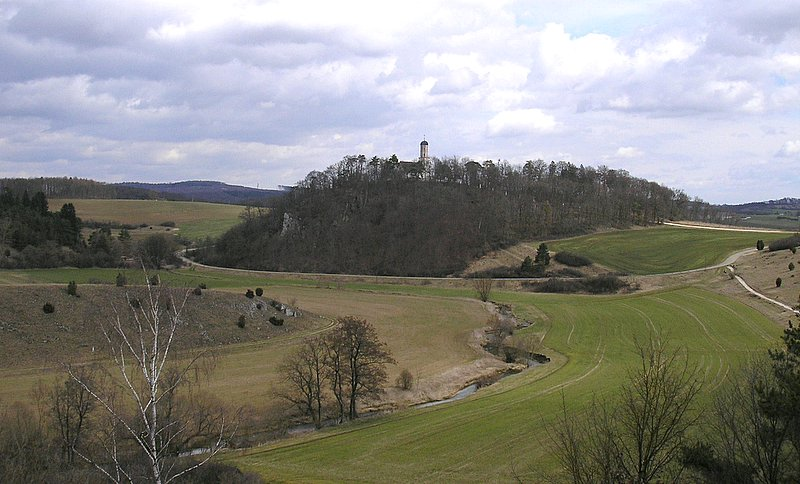
Die Kesselbachmulde mit dem Michelsberg bei Fronhofen von der Hohenburgermühle aus gesehen.

### Naturräumliche Gliederung
In der naturräumlichen Gliederung Deutschlands handelt es sich um die Haupteinheit Nr. 098 im Südwestdeutschen Stufenland. Sie wird wie folgt untergliedert:
- 098 Riesalb
  - 098.0 Nördliche Riesalb
    - 098.00 Hohe Riesalb
    - 098.01 Kesselbachmulde

  - 098.1 Südliche Riesalb
    - 098.10 Demminger Griesberge
    - 098.11 Liezheimer Alb

Ihre Höhenlage beträgt ca. 450 bis 650 m ü. NHN. Das Gebiet liegt (im Uhrzeigersinn) direkt südlich vom Nördlinger Ries zwischen dem Unterlauf der Wörnitz, dem Donautal bei Bissingen und dem Flusslauf der Egau hinauf bis Dischingen. Es wurde durch die Auswurfmassen (Bunte Trümmermassen) während des Riesereignisses überprägt.